# Фенеш (Караш-Северін)
Фенеш (рум. Feneș) — село у повіті Караш-Северін в Румунії. Входить до складу комуни Арменіш.
Село розташоване на відстані 307 км на захід від Бухареста, 37 км на схід від Решиці, 107 км на південний схід від Тімішоари.

## Населення
За даними перепису населення 2002 року у селі проживали 638 осіб, з них 631 особа (98,9%) румунів. Рідною мовою 631 особа (98,9%) назвала румунську.